# Johnny Weir
John G. „Johnny“ Weir (* 2. července 1984, Coatesville, Pensylvánie) je americký krasobruslař, trojnásobný mistr USA (2004-2006), bronzový medailista z mistrovství světa 2008, dvojnásobný bronzový medailista z Finále Grand Prix a juniorský mistr světa pro rok 2001.

## Osobní život
Vyrůstal v Quarryville. S krasobruslením začal poměrně pozdě ve dvanácti letech, poté co viděl bruslit Oksanu Bayul televizi a ta ho naprosto uchvátila. Pochází ze sportovně založené rodiny, kromě bruslení také hrál fotbal, baseball, lyžoval nebo jezdil na koni.
Žije v Lyndhurstu v New Jersey.
Sezóna 2010/2011 je pro něj ve znamení pauzy od závodní kariéry, s podzimem 2011 by se měl vrátit k závodění.
Věnuje se navrhování oděvů, 30.4.2011 poprvé na stránkách www.edressme.com představil svou kolekci šatů.
Překvapivě se objevuje i v hudebním průmyslu, koncem roku 2010 vydal svůj první singl Dirty Love, který se v hitparádách uchytil pouze v Japonsku. Na svůj singl vystupuje v roce 2011 i na exhibicích.
Dříve se neustále spekulovalo o jeho sexuální orientaci. V lednu letošního roku se ve své autobiografii WELCOME TO MY WORLD přiznal, že je gay.
Je fascinován vším ruským a s Ruskem souvisejícím. Hovoří plynně rusky. Jeho trenéry jsou Galina Zmievskaya a Viktor Petrenko.
Plánuje vystoupit v roce 2014 na Olympijských hrách v ruském Soči a tím i pravděpodobně zakončit svou závodní kariéru.